# Аюу
Аюу (кирг. Аюу) — село в Узгенском районе Ошской области Кыргызстана. Входит в состав Заргерского аильного округа. Код СОАТЕ — 41706 255 822 02 0

## Население
По данным переписи 2023 года, в селе проживало 1 328 человек.